# دوين هال
دوين هال (بالإنجليزية: Duane Hall)‏ هو سياسي أمريكي، ولد في 6 فبراير 1967 في هاي بوينت في الولايات المتحدة. حزبياً، نشط في الحزب الديمقراطي. وقد انتخب عضو مجلس نواب كارولينا الشمالية.

## وصلات خارجية
- الموقع الرسمي